# Jesper Florén
Hans Jesper Florén (Örebro, 11 september 1990) is een Zweeds voetballer die doorgaans als verdediger speelt.

## Carrière
Jesper Florén speelde in de jeugd van Rynninge IK, BK Forward en AFC Ajax. In 2008 werd zijn contract bij Ajax niet verlengd en sloot hij bij het Zweedse IF Elfsborg aan. Hij debuteerde in de Allsvenskan op 23 juli 2008, in de met 3-0 gewonnen thuiswedstrijd tegen IFK Norrköping. In tweeënhalf seizoen speelde hij slechts negen wedstrijden voor Elfsborg, wat hem zodoende in 2010 en 2011 voor anderhalf jaar aan GAIS Göteborg verhuurde. Hier kwam hij vaker in actie en met ingang van het seizoen 2012 nam deze club hem definitief over. In 2012 degradeerde hij met GAIS naar de Superettan, en na een seizoen op het tweede niveau van Zweden vertrok hij naar Gefle IF. Hiermee speelde hij drie jaar in de Allsvenskan, maar degradeerde in 2016 weer naar de Superettan. In 2019 vertrok hij naar Västerås SK, wat op hetzelfde niveau speelt. Hier speelde hij tot 2020.

### Statistieken
| Seizoen                       | Club            | Land           | Competitie     | Competitie | Competitie | Beker | Beker | Internationaal | Internationaal | Overig | Overig | Totaal | Totaal |
| Seizoen                       | Club            | Land           | Competitie     | Wed.       | Dlp.       | Wed.  | Dlp.  | Wed.           | Dlp.           | Wed.   | Dlp.   | Wed.   | Dlp.   |
| ----------------------------- | --------------- | -------------- | -------------- | ---------- | ---------- | ----- | ----- | -------------- | -------------- | ------ | ------ | ------ | ------ |
| 2008                          | IF Elfsborg     | Zweden         | Allsvenskan    | 2          | 0          | 0     | 0     | 2              | 0              | –      | –      | 4      | 0      |
| 2009                          | IF Elfsborg     | Zweden         | Allsvenskan    | 2          | 0          | 1     | 0     | 2              | 0              | –      | –      | 5      | 0      |
| 2010                          | IF Elfsborg     | Zweden         | Allsvenskan    | 0          | 0          | 0     | 0     | 0              | 0              | –      | –      | 0      | 0      |
| 2010                          | → GAIS Göteborg | Zweden         | Allsvenskan    | 14         | 0          | 0     | 0     | –              | –              | –      | –      | 14     | 0      |
| 2011                          | → GAIS Göteborg | Zweden         | Allsvenskan    | 26         | 1          | 2     | 0     | –              | –              | –      | –      | 28     | 1      |
| 2012                          | GAIS Göteborg   | Zweden         | Allsvenskan    | 14         | 0          | 1     | 0     | –              | –              | –      | –      | 15     | 0      |
| 2013                          | GAIS Göteborg   | Zweden         | Superettan     | 23         | 0          | 3     | 0     | –              | –              | –      | –      | 26     | 0      |
| 2014                          | Gefle IF        | Zweden         | Allsvenskan    | 24         | 0          | 3     | 0     | –              | –              | 2      | 0      | 29     | 0      |
| 2015                          | Gefle IF        | Zweden         | Allsvenskan    | 28         | 0          | 4     | 0     | –              | –              | –      | –      | 32     | 0      |
| 2016                          | Gefle IF        | Zweden         | Allsvenskan    | 28         | 0          | 1     | 0     | –              | –              | –      | –      | 29     | 0      |
| 2017                          | Gefle IF        | Zweden         | Superettan     | 24         | 0          | 4     | 0     | –              | –              | –      | –      | 28     | 0      |
| 2018                          | Gefle IF        | Zweden         | Superettan     | 24         | 1          | 3     | 0     | –              | –              | –      | –      | 27     | 1      |
| 2019                          | Västerås SK     | Zweden         | Superettan     | 22         | 0          | 1     | 0     | –              | –              | –      | –      | 23     | 0      |
| 2020                          | Västerås SK     | Zweden         | Superettan     | 6          | 0          | 3     | 0     | –              | –              | –      | –      | 9      | 0      |
| Carrièretotaal                | Carrièretotaal  | Carrièretotaal | Carrièretotaal | 237        | 2          | 26    | 0     | 4              | 0              | 2      | 0      | 269    | 2      |
| Bijgewerkt op 23 oktober 2021 |                 |                |                |            |            |       |       |                |                |        |        |        |        |